# Hugo Meisl
Hugo Meisl (Malešov, 16 novembre 1881 – Vienna, 17 febbraio 1937) è stato un calciatore e allenatore di calcio austriaco.
Fu una delle maggiori personalità della storia del calcio austriaco nella prima metà del secolo scorso. Al termine della sua carriera di giocatore operò con successo come allenatore e arbitro. Fu in seguito segretario generale della ÖFB, la federcalcio austriaca, e dirigente della FIFA.

## Biografia
Hugo Meisl nacque nel 1881 da una famiglia di commercianti originaria della Boemia a Maleschau, allora parte dell'impero di Austria-Ungheria (oggi Malechov, nella Repubblica Ceca). La facilità con cui apprese subito il tedesco spinse la sua famiglia a inviarlo a completare gli studi a Vienna. Fin da giovanissimo Meisl confermò questo suo talento per le lingue apprendendo in seguito l'inglese, lo spagnolo, il francese e l'italiano, cosa che favorì indubbiamente la sua carriera come dirigente nei massimi organismi calcistici internazionali.
Nella capitale austriaca Meisl si avvicinò al Vienna Cricket and Football Club, nel quale militò dal 1895 sino al suo ritiro, avvenuto alla giovane età di ventiquattro anni. All'epoca Meisl era avviato ad una promettente carriera di contabile presso la Länderbank: il gioco del calcio fu quindi all'inizio un passatempo secondario, per quanto praticato ininterrottamente. Terminata la sua parabola da calciatore, nel 1905, divenne arbitro. Aveva inoltre già intrapreso la carriera di dirigente nella Österreichischer Fußball-Bund (ÖFB), che lui stesso aveva contribuito a fondare un anno prima.
In qualità di allenatore e poi anche di segretario generale della federazione si occupò della nazionale austriaca dal 1912 sino alla morte, avvenuta nel 1937. Interruppe il suo impegno calcistico soltanto per prendere parte alla prima guerra mondiale, da lui combattuta sul fronte dell'Isonzo ottenendo anche una medaglia al valore militare.
Anche il fratello minore Wilhelm fu tra le altre cose calciatore, venendo convocato in una occasione nella nazionale alpina proprio da Hugo, ed allenatore. Divenuto giornalista sportivo, fu un sostenitore e difensore delle innovative idee tattiche del fratello.

## IlWunderteam
Quelli compresi tra le due guerre mondiali furono gli anni d'oro del "calcio danubiano", così detto perché praticato dalle squadre nazionali dei Paesi attraversati dal fiume Danubio: Austria, Ungheria e Cecoslovacchia, nel cui gioco si ravvisava una cifra comune, basata su un elegante stile di palleggio e notevoli doti atletiche.

I due moduli di gioco che allora venivano maggiormente utilizzati erano il sistema, ideato dal britannico Herbert Chapman e il metodo, sviluppato da Vittorio Pozzo, CT dell'Italia, con cui Meisl operava in stretto contatto. Da allenatore Hugo Meisl operò una sintesi tra questi due schemi, dando vita ad un ibrido fondato sul dinamismo dei ruoli e sul possesso di palla, giocata costantemente raso terra con una fitta rete di passaggi. In sostanza la tattica di Meisl prevedeva un rapido cambiamento nella disposizione dei ruoli in campo a seconda delle fasi di gioco. Il gioco di Meisl esaltava quelle che secondo molti erano le caratteristiche tecniche e atletiche dello stile mitteleuropeo. Con la sua nazionale seppe infatti raggiungere risultati mai più ripetuti. 

Il Wunderteam ai mondiali del '34

Meisl sedette per la prima volta sulla panchina della sua nazionale a soli trentun anni, il 22 dicembre 1912, e fu un esordio vittorioso, andando a battere l'Italia a Genova per 3-1. Il periodo più fulgido della nazionale austriaca coincise però con la prima metà degli anni trenta. La nazionale biancorossa si guadagnò in quel periodo l'epiteto di Wunderteam: la squadra delle meraviglie. Gli annuari statistici riportano una lunga striscia di imbattibilità: quattordici risultati utili consecutivi, undici vittorie e tre pareggi, tra il 12 aprile 1931 e il 23 ottobre 1932, a seguito dei quali, il 7 dicembre seguente, Meisl e i suoi giocatori poterono permettersi di andare allo Stamford Bridge di Londra a spaventare la nazionale inglese, venendo sconfitti per 4–3, ma dominando il secondo tempo e uscendo tra gli applausi del pubblico. Durante questo periodo, inoltre, quella austriaca fu la prima squadra a battere la Scozia sul continente europeo, il 16 maggio 1931, con un rotondo 5-0.
L'Austria venne sconfitta soltanto un'altra volta prima della semifinale mondiale persa contro l'Italia nel 1934: il 9 aprile 1933 venne battuta dalla Cecoslovacchia per 2-1. Tra l'aprile del 1931 e il giugno del 1934, il Wunderteam perse soltanto tre partite su trentuno disputate, segnando 101 gol.
Come allenatore Hugo Meisl mise in bacheca gli unici trofei di rilievo della storia della nazionale austriaca: una Coppa Internazionale nell'edizione 1931-1932 ed una medaglia d'argento al torneo olimpico del 1936, nella cui finale la sua squadra dovette arrendersi per 2-1 agli azzurri guidati da un altro CT altrettanto abile e carismatico: l'eterno amico e rivale Vittorio Pozzo.
Da segnalare inoltre il quarto posto al mondiale del 1934 (meglio di così saprà fare solo la squadra giunta terza al mondiale del 1954).
In totale Meisl sedette sulla panchina d'oltralpe per vent'anni, collezionando 134 presenze, con 72 vittorie, 30 pareggi e 32 sconfitte.

## La carriera da dirigente
Simultaneamente alla sua attività sul campo, Hugo Meisl diede il suo contributo anche dalla sua scrivania di segretario generale della ÖFB. Fu sicuramente la più importante figura di dirigente austriaco negli anni compresi tra le due guerre mondiali: contribuì a fondare la federazione nel 1904, ne promosse l'ingresso nella FIFA nel 1907 e si adoperò per ospitare il congresso della federazione internazionale nel 1908.
Fu inoltre un convinto assertore della necessità di introdurre il professionismo nel gioco del calcio: in tal modo l'Austria divenne, nella stagione 1924 - 1925 il primo paese dell'Europa continentale ad avere una lega professionista.
Hugo Meisl fu importante non solo per la storia del calcio austriaco, ma anche per quello internazionale. Fu infatti l'ideatore e l'anima organizzativa dei primi grandi trofei sovranazionali regolarmente disputati: la Coppa dell'Europa Centrale per squadre di club e la Coppa Internazionale per squadre nazionali. La prima, per il prestigio assunto, fu la vera e propria antesignana della Coppa dei campioni, mentre la seconda fu la base per il futuro Campionato europeo per nazioni organizzato dall'UEFA.
Per la sua instancabile attività di promozione e valorizzazione del gioco del calcio, Meisl ottenne anche un'onorificenza dallo Stato italiano, con la nomina a cavaliere.
Meisl morì improvvisamente nel 1937, appena cinquantaseienne, a causa di un attacco cardiaco. La sua scomparsa gli impedì di vedere, di lì a pochi mesi, il suo paese annesso dalla Germania nazista e il suo Wunderteam smembrato per confluire nella nazionale del Paese invasore.

## Palmarès

### Giocatore

#### Club
- Challenge-Cup: 1

Vienna Cricketer: 1897

### Allenatore

#### Nazionale
- Coppa Internazionale: 1

Austria: 1931-1932
- Argento olimpico: 1

Berlino 1936